# Jan Lehane
Janice "Jan" Lehane, gift O'Neill, född 9 juli 1941 i Grenfell, New South Wales, är en australisk tennisspelare.

## Tenniskarriären
Jan Lehane var en av Australiens bästa kvinnliga tennisspelare under 1960-talet. Hon var en kraftfull baslinjespelare som spelade med dubbelfattad backhand. Lehane spelade fyra konsekutiva singelfinaler i Australiska mästerskapen åren 1960-1963, men förlorade alla mot landsmaninnan Margaret Smith Court, samtliga gånger i "raka" set. Lehane nådde också två gånger dubbelfinal i mästerskapen, första gången 1961 tillsammans med Mary Bevis Hawton och andra gången 1963 tillsammans med Lesley Turner Bowrey. 1961 deltog hon också i Wimbledonmästerskapen och nådde där dubbelfinal tillsammans med Smith Court. 
Jan Lehane vann trots motgångarna i singel och dubbel två Grand Slam-titlar under sin tenniskarriär. Båda titlarna var i mixed dubbel i Australiska mästerskapen. Den första titeln tog hon 1960 tillsammans med Trevor Fancutt genom finalseger över spelarparet R. Mark/Mary Carter Reitano (6-2, 7-5). Den andra titeln vann hon tillsammans med Bob Hewitt genom finalseger över J. Pearce/Mary Carter Reitano (9-7, 6-2).
Lehane deltog i det australiska Federation Cup-laget 1963. Hon spelade totalt tre matcher och segrade i alla tre.  

## Grand Slam-titlar
- Australiska mästerskapen
  - Mixed dubbel - 1960, 1961